# Dan Jenson
Pour les articles homonymes, voir Jenson.
Dan Jenson, né le 20 juin 1975 à Brisbane, est un joueur professionnel de squash représentant l'Australie. Il atteint en janvier 1999 la cinquième place mondiale sur le circuit international, son meilleur classement. Il est champion d'Australie en 2004 et 2006.

## Biographie
Après sa carrière de joueur marquée par de nombreuses blessures, il travaille comme entraîneur à l'Aspire Academy au Qatar de 2007 à 2011 avant de devenir entraîneur-chef dans un club de squash à Briarcliff Manor. En mars 2016, il est recruté au sein du personnel d'entraîneurs de l'équipe nationale australienne.

## Palmarès

### Titres
- Australian Open : 2 titres (2004, 2007)
- Championnats d'Australie : 2 titres (2004, 2006)